# Euryopis albomaculata
Euryopis albomaculata är en spindelart som beskrevs av Denis 1951. Euryopis albomaculata ingår i släktet Euryopis och familjen klotspindlar.
Artens utbredningsområde är Egypten. Inga underarter finns listade i Catalogue of Life.